# Таш-Кумыр
Ташкумыр также Таш-Кумыр (кирг. Таш-Көмүр) — город областного подчинения в Жалал-Абадской области Кыргызской Республики. В настоящее время в состав города входят, Кызылжар и село Тендик.

## История
Первые поселения на нынешнем месторасположении города Таш-Кумыр возникли ещё в дореволюционный период с началом открытия угольных месторождений.
Развитие добычи угля началось с 1930-х годов после строительства железной дороги Таш-Кумыр — Андижан. В 1933 году было основано шахтоуправление.
В 1930 году, когда в этом регионе открылся угольный бассейн, было основано маленькое шахтерское селение, которое в 1943 году переросло в город.
Постановлением ВЦИК от 20 декабря 1935 года в Киргизской АССР образован новый Ташкумырский район с центром в населенном пункте Нарын, переименованном тем же постановлением в населенный пункт Ташкумыр.
В 1989 году был введён в эксплуатацию Завод полупроводниковых материалов, предназначенный для производства трихлорсилана, тетрахлорида кремния, поликристаллического кремния и синтетических кварцевых тиглей

## География
Город находится на правом берегу реки Нарын (бассейн реки Сырдарья), вблизи автотрассы Бишкек — Ош. Расстояние до города Бишкек — 450 км, а до города Джалал-Абад — 129 км. Соединён железнодорожной веткой (33 км) со станцией Уч-Курган (узб. Учқўрғон) на линии Андижан — Наманган.
Город расположен в северо-восточной части Ферганской долины, с северо-западной стороны граничит с Аксыйским районом, с северо-восточной — с городом Кара-Куль, а с восточной — с Ноокенским районом.
Территория города составляет 48,3 км2 и находится на высоте 585 метров над уровнем моря.

## Население
По данным переписи населения Кыргызстана 2009 года, численность населения города составила 34 756 жителей, в том числе киргизы — 30 530 человек (87,8 %), узбеки — 2635 человек (7,6 %), русские — 680 человек (1,9 %), татары — 542 человека (1,6 %).
На 1 января 2017 года численность населения составляла 40 400 человек.
В 1999 году киргизы составляли 65 %, русские — 12 %, узбеки — 8 %, казахи — 1 %, татары — 7 %, украинцы — 1 %, таджики — 0,5 %, другие национальности — 5 %.
| Год  | Численность | Численность |
| ---- | ----------- | ----------- |
| 1939 | 3198        | [ 4 ]       |
| 1959 | 13 755      | [ 5 ]       |
| 1970 | 15 619      | [ 6 ]       |
| 1979 | 15 884      | [ 7 ]       |
| 1989 | 23 307      | [ 8 ]       |
| 1999 | 23 331      | [ 9 ]       |
| 2009 | 19 310      | [ 10 ]      |

## Известные уроженцы, жители
Галанский, Виктор Андреевич — советский футболист, защитник и полузащитник.

## Экономика
Вблизи города находятся две гидроэлектростанции на реке Нарын — Таш-Кумырская ГЭС и Шамалды-Сайская ГЭС.